# Кандарпадхарман
Кандарпадхарман, или Кандарпаварман, — царь Тямпы, правивший примерно в конце VI — начале VII веков на территории Центрального Вьетнама, сын царя Шамбхувармана. В состав государства Кандарпадхармана входили долина реки Тхубон (современная вьетнамская провинция Куангнам) и, скорее всего, долина реки Хыонг (современная вьетнамская провинция Тхыатхьен-Хюэ). Столицей царства при нём, вероятно, был основанный Кандарпадхарманом город Кандарпапура.

## Упоминания в надписях долин Тхубон и Хыонг. Происхождение
В генеалогической надписи на стороне А стелы, установленной тямским царём Викрантаварманом I (Пракашадхарманом) в Мишоне в 658 году (номер надписи C.96), содержатся обрывочные сведения о происхождении Кандарпадхармана и его месте в череде ранних тямских правителей. Судя по контексту, Кандарпадхарман принадлежал к династии тямских правителей долины реки Тхубон, основанной за несколько поколений до него неким Гангараджей. Династия эта, исходя из содержания надписей, происходила одновременно из варн брахманов и кшатриев. Относительно происхождения самого Кандарпадхармана сказано, что «от этого царя Шри Шамбхувармана, известного силой, (который) восстановил на земле этого Шамбхубхадрешу, родился следующий прославленный законный сын, великолепный Кандарпадхарман, царь, который был подобен воплощению Дхармы», из чего делается вывод о том, что отцом Кандарпадхармана был тямский царь Шамбхуварман.
Анализ мишонской надписи C.96 позволяет сделать вывод, что сыном и наследником Кандарпадхармана был царь Прабхасадхарман (также известный как Шрибхасадхарман), кроме того, у Кандарпадхармана была дочь, ставшая женой некоего Сатьякаушикасвамина и родившая от него троих сыновей, один из которых стал предком последующих царей Тямпы. В санскритской надписи Викрантавармана I (Пракашадхармана) из Чакиеу (недалеко от Мишона, номер надписи C.137) Кандарпадхарман называется отцом бабушки по отцу царя Пракашадхармана, иначе говоря, прадедом Пракашадхармана по отцу.
Сильно поврежденная надпись на санскрите, обнаруженная на стеле в Диньтьи в центральновьетнамской провинции Тхыатхьен-Хюэ (номер надписи C.111) и палеографически относящаяся к первой половине VI века (хотя не исключено и архаическое написание в начале VII века), вероятно, содержит указание на основанный Кандарпадхарманом (Кандарпаварманом) город, названный в его честь и ставший столицей его государства (подобно тому, как кхмерский царь Ишанаварман I сделал своей столицей город Ишанапуру). Приблизительный перевод этой части надписи, предложенный швейцарским исследователем Юго-Восточной Азии Эдуаром Юбером, гласит: «Если кто из местных или иностранцев (разрушит то, что было дано) царём …варманом (или …дхармой) богу… владыке города Кандарпапура, то они со своими предками… будут всегда несчастны».
Из анализа надписей C.111 и C.73 можно сделать вывод, что в период правления царей Шамбхувармана и Кандарпадхармана уже возникло представление о царстве Тямпа (Чампа). Тот факт, что надпись C.111 обнаружена в района города Хюэ, расположенного в речной долине Ароматной реки, означает, что под властью Кандарпадхармана уже находились области к северу от долины реки Тхубон, где был основан город Кандарпапура. Экспансия Тямпы на север от Тхубон в тот период соответствует сведениям о внешней политике царства Линьи, содержащихся в древнекитайских источниках. Контроль Тямпы, распространённый, вероятно, Кандарпадхарманом на территорию нынешней провинции Тхыатхьен-Хюэ, сохранился и при его правнуке Пракашадхармане.

## Упоминания в китайских источниках
Французские ориенталисты Жорж Масперо и Жорж Сёдес отождествляли Кандарпадхармана с царём Линьи Фань Тоули, известным из древнекитайских источников. Этот царь направлял посольства с данью ко двору китайских императоров в 630, 631 и следующих годах (хотя, согласно «Цзю Тан шу», посольство 630 года было направлено ещё царём Фань Фань Чжи). Современные исследования показывают, что прямолинейное отождествление данных древнекитайских источников о царстве Линьи и эпиграфических свидетельств долины реки Тхубон вряд ли возможно.